# Bielanka (powiat gorlicki)
Bielanka (dodatkowa nazwa w j. łem. Бiлянка – trb. Bilanka) – wieś w Polsce położona w województwie małopolskim, w powiecie gorlickim, w gminie Gorlice, 5 km na południe od drogi krajowej 28 Nowy Sącz – Gorlice.
Bielanka obejmuje powierzchnię 1014 ha. Od północy graniczy z Szymbarkiem, od południowego wschodu z Leszczynami (gmina Uście Gorlickie) i od południowego zachodu z Łosiem (gmina Ropa).

## Części wsi
| SIMC    | Nazwa        | Rodzaj    |
| ------- | ------------ | --------- |
| 0425120 | Dylenikówka  | część wsi |
| 0425136 | Kamiennik    | część wsi |
| 0425142 | Miejska Góra | część wsi |
| 0425159 | Niżny Koniec | część wsi |
| 0425165 | Przymiarki   | część wsi |
| 0425171 | Suchy Wierch | część wsi |
| 0425188 | Wyżny Koniec | część wsi |
| 0996991 | Zdzior       | część wsi |

## Historia Bielanki
Bielanka sięga początkami XIV wieku, kiedy to rycerze; Paweł Gładysz i jego syn Jan Gładysz, byli właścicielami terenów gorlickich, wszak 27 października 1359 w Sączu Jan, za zasługi rycerskie; swoje i ojca od Kazimierza Wielkiego otrzymał tereny, po obu stronach rzeki Zdyni Wielkiej i Zdyni Małej, cały las po obu brzegach rzeki Ropy, aby tam lokować mógł wsie na prawie magdeburskim.

W XV w. – wieś została założona przez potomka tych rycerzy Jana Gładysza herbu Gryf na prawie wołoskim, w jego dobrach u stóp Miejskiej Góry (643 m), Bartniej Góry (630 m) oraz północno-zachodnich ramion Magury Małastowskiej (813 m).
W 1486 roku Jan Gładysz z Szymbarku nabył w tym terenie gorlickim pobliskie Bielance miejscowości, takie jak np. pozostałe części wsi Polna od Jakuba Staszkowskiego, syna Stanisława za 400 grzywien. Po jego śmierci opiekunem małoletnich dzieci – dziedziców Bielanki, był w 1504 roku bratanek Jakub Gładysz z Kowalowych. Po osiągnięciu wieku dorosłego, dziedzictwo gorlickie przejął syn Jana, Erazm Gładysz. W roku 1557 właścicielem wsi był Stanisław Gładysz. Gładysze mieli w tej gorlickiej gminie w Szymbarku swój dwór obronny z 1540, z którego zarządzali swoimi posiadłościami nazywanymi niekiedy „dominium Ropae” m.in. Bielanką. Dwór przetrwał do dzisiejszych czasów. Od wielu lat remontowany, ma już odtworzone sgraffito, w ostatnich latach dzięki dotacji Unii Europejskiej Dwór odrestaurowano i udostępniono zwiedzającym.
Bielanka wraz z kluczem szymbarskim była następnie w posiadaniu Szymona Gładysza – pisarza grodzkiego, który był właścicielem kilku innych miejscowości, np.: Polnej i Szymonowic. Ostatnim z rodu Gładyszów w tej miejscowości był Paweł Gładysz, syn Szymona, do którego należał Szymbark do roku 1590 i Piotr Gładysz, który zeznał w testamencie z roku 1611, że Gładyszowie na zawsze przenoszą się z ziemi bieckiej w Sandomierskie. Na miejsce Gładyszów przybyli Strońscy, później Siedleccy, Bronikowscy.  Po przemarszach konfederatów barskich pod dowództwem Kazimierza Pułaskiego i po wkroczeniu wojsk zaborczych, w 1773 wybudowano cerkiew greckokatolicką Opieki Bogurodzicy.
Z końcem XVIII w nabył tę miejscowość ksiądz Jan Bochniewicz, prałat gnieźnieński. W 1808 przekazał on klucz szymbarski na własność swym siostrom i siostrzeńcom. W drugiej połowie XIX wieku resztówkę dworską, pozostałą po reformie uwłaszczeniowej, zakupił Józef Jabłecki herbu Kościesza i jego małżonka Anna z Kielarów vel Kellerów herbu własnego, upadła szlachta, wzbogacona na przemyśle naftowym. Swój majątek przekazali córce Reginie, która wniosła w posagu majątek Janowi Myśliwcowi, majstrowi, chłopskiego pochodzenia. W 1877 roku we dworze bielankowskim urodziła się ich córka, Kunegunda.
W latach 1975–1998 miejscowość należała administracyjnie do województwa nowosądeckiego.
23 czerwca 2012 rozpoczęto budowę nowej murowanej cerkwi prawosławnej pod wezwaniem Opieki Matki Bożej i Poczajowskiej Ikony Matki Bożej (w miejscowości ma swoją siedzibę parafia prawosławna). Plac pod budowę cerkwi poświęcił biskup gorlicki Paisjusz. Obiekt oddano do użytku i poświęcono 7 września 2014 roku.

### Etnografia

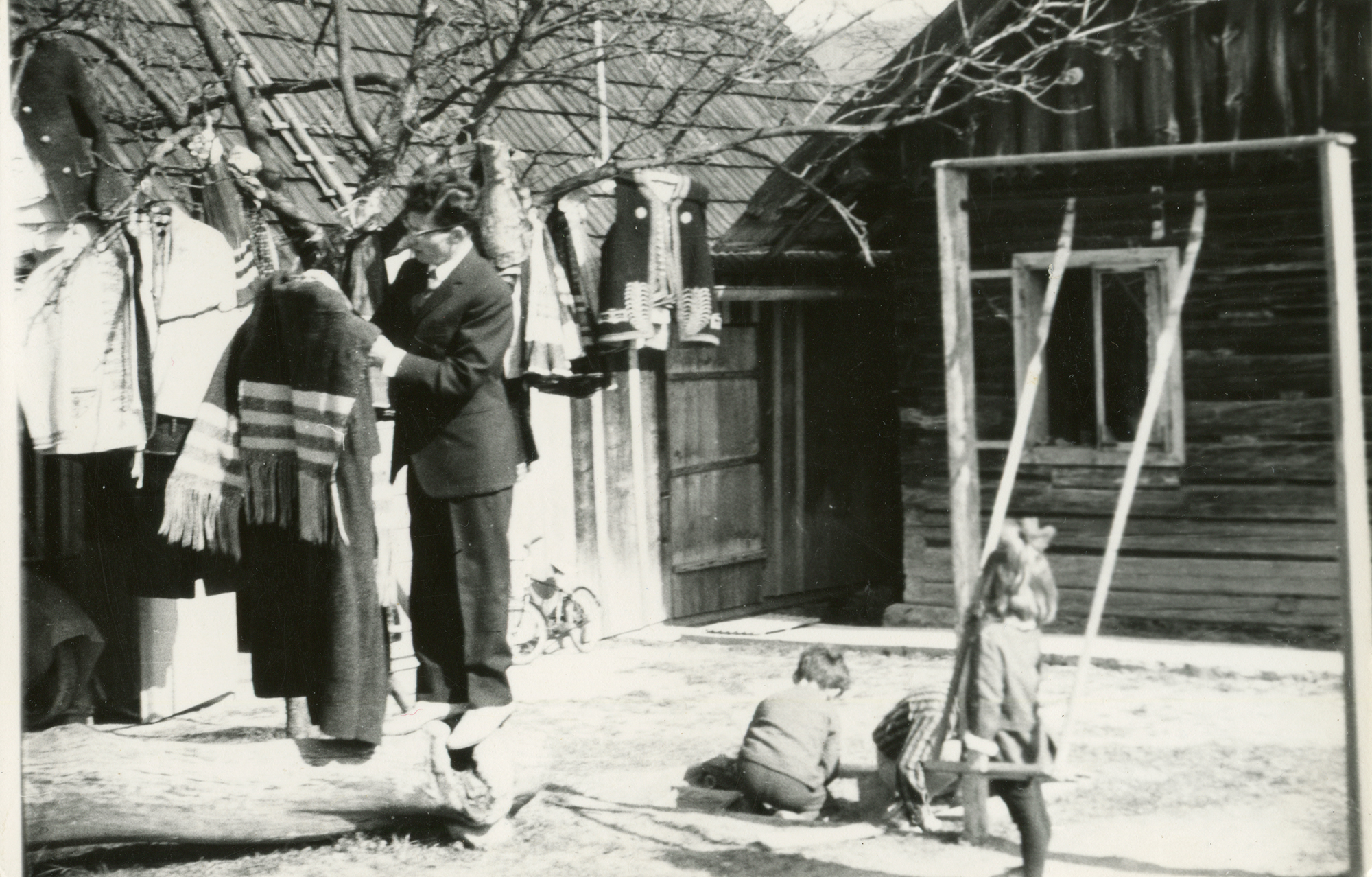
Paweł Stefanowski przed prywatnym Muzeum Łemkowskim w Bielance, 1967

Bielanka jest jednym z wielu skupisk łemkowskich w Beskidzie Niskim, i pierwszą miejscowością na Łemkowszczyźnie, której mieszkańcy wystąpili o zgodę na stosowanie podwójnej, polsko-łemkowskiej nazwy miejscowości. Za przyjęciem podwójnej nazwy wsi głosowało 32, przeciw 31 osób. Nazwa Бiлянка została urzędowo wprowadzona 24 listopada 2008 roku.
Według danych powszechnego spisu ludności przeprowadzonego w 1921 roku w Bielance mieszkało 404 osoby, w tym 366 narodowości rusińskiej, 24 polskiej i 13 żydowskiej. Mimo dramatycznych powojennych dziejów – przesiedleń na Ukrainę i wysiedleń na Ziemie Zachodnie w ramach akcji „Wisła” – współczesna Łemkowszczyzna żyje. Wielu Łemków powróciło, zachowało język, tradycję, kulturę.
W Bielance mieszkał Stefan Hładyk, współzałożyciel i wieloletni przewodniczący Zjednoczenia Łemków. Został pochowany na miejscowym cmentarzu.

## Zabytki

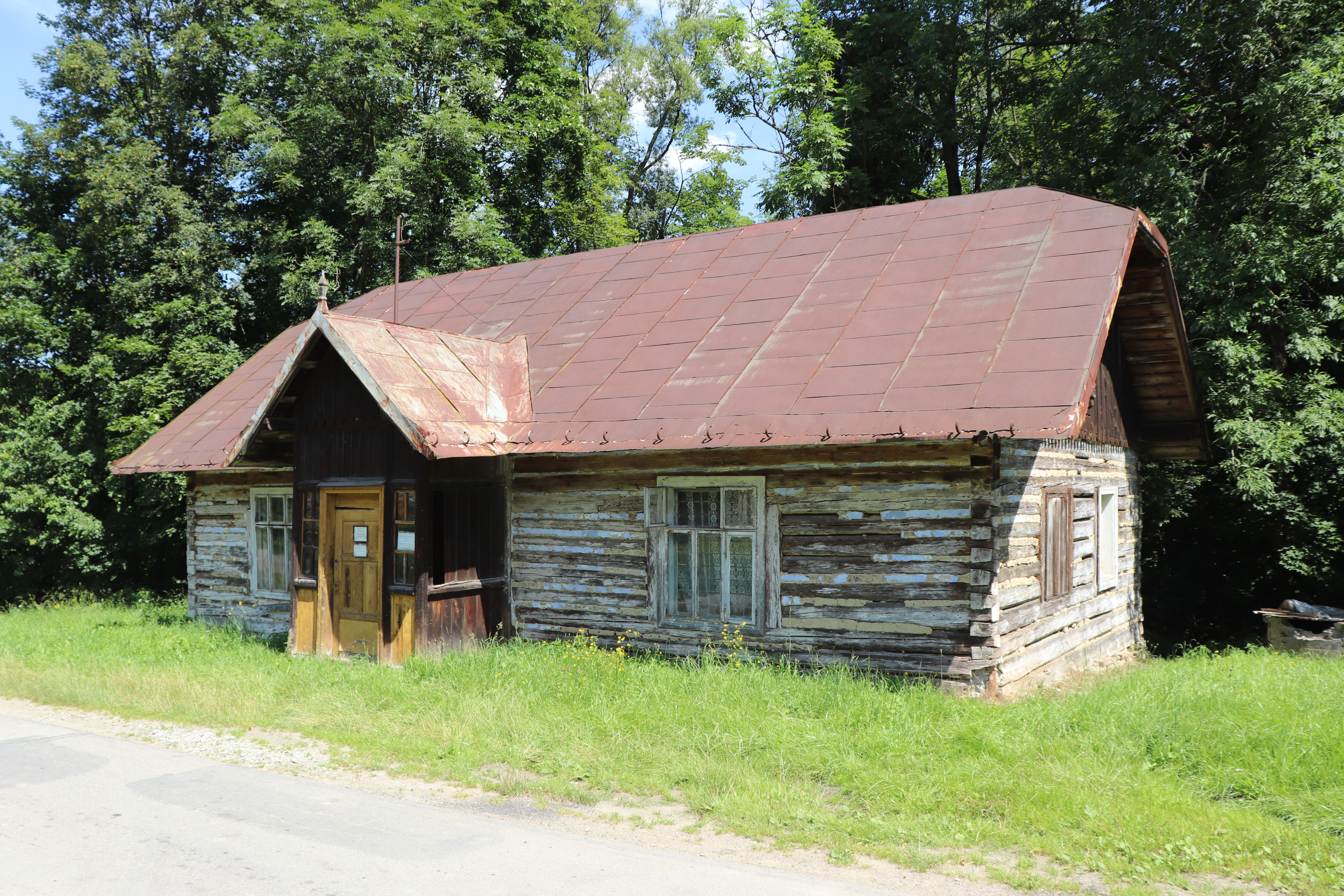
Budynek dawnej szkoły łemkowskiej w Bielance

Obiekty wpisane do rejestru zabytków nieruchomych województwa małopolskiego
- cerkiew Opieki Matki Bożej – dawna greckokatolicka świątynia zbudowana prawdopodobnie w 1773, odnawiana w 1913, mocno zniszczona podczas pożaru w 1946 roku. W cerkwi odprawiane są nabożeństwa katolickie dwóch obrządków: łacińskiego i bizantyjsko-ukraińskiego;
- szkoła łemkowska, drewniana, XIX, XX;
- spichlerz, drewniany.

## Wspólnoty wyznaniowe
- Kościół greckokatolicki – parafia Opieki Przenajświętszej Bogurodzicy[15]
- Polski Autokefaliczny Kościół Prawosławny – parafia Opieki Matki Bożej i Poczajowskiej Ikony Matki Bożej[16]

## Galeria

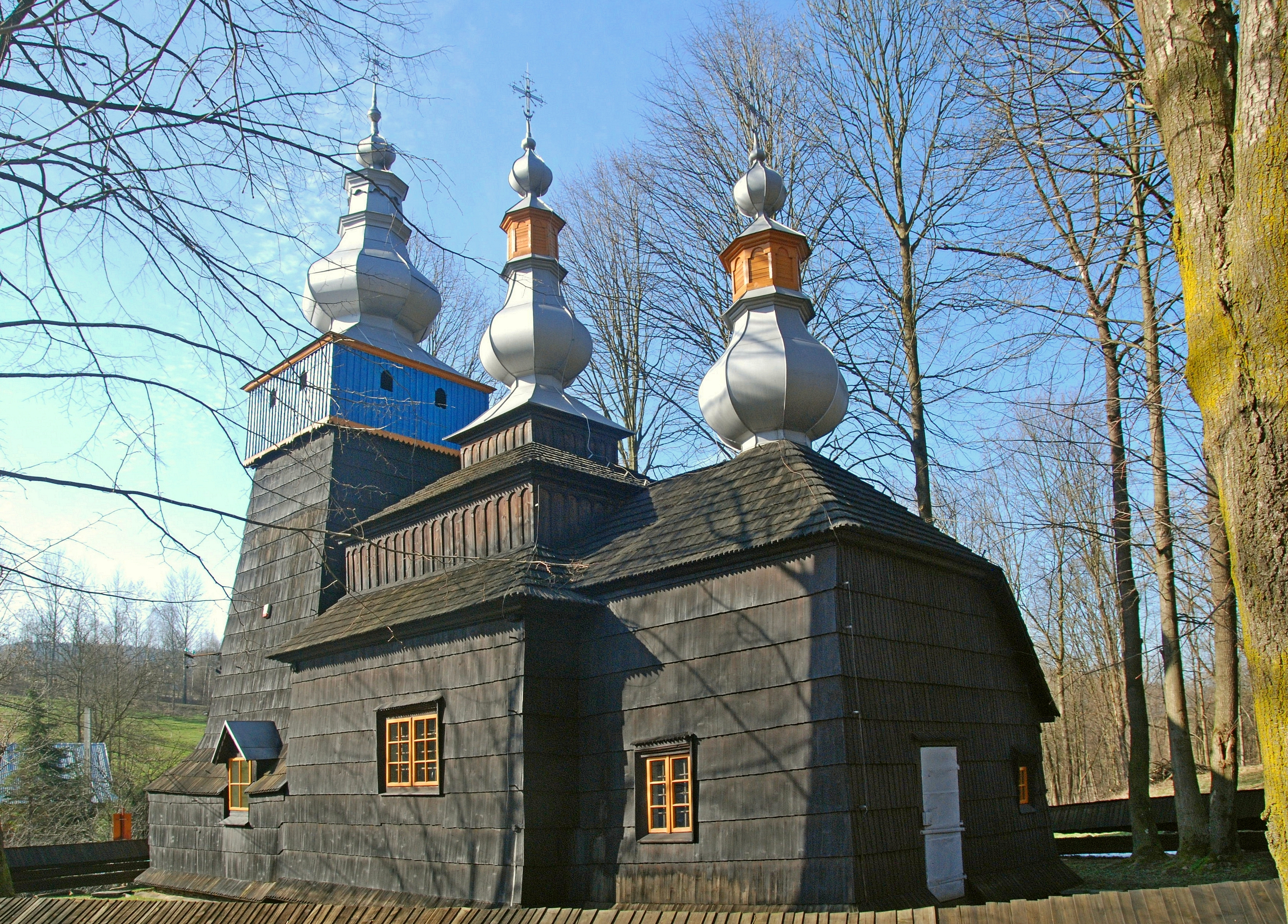
Cerkiew Opieki Matki Bożej
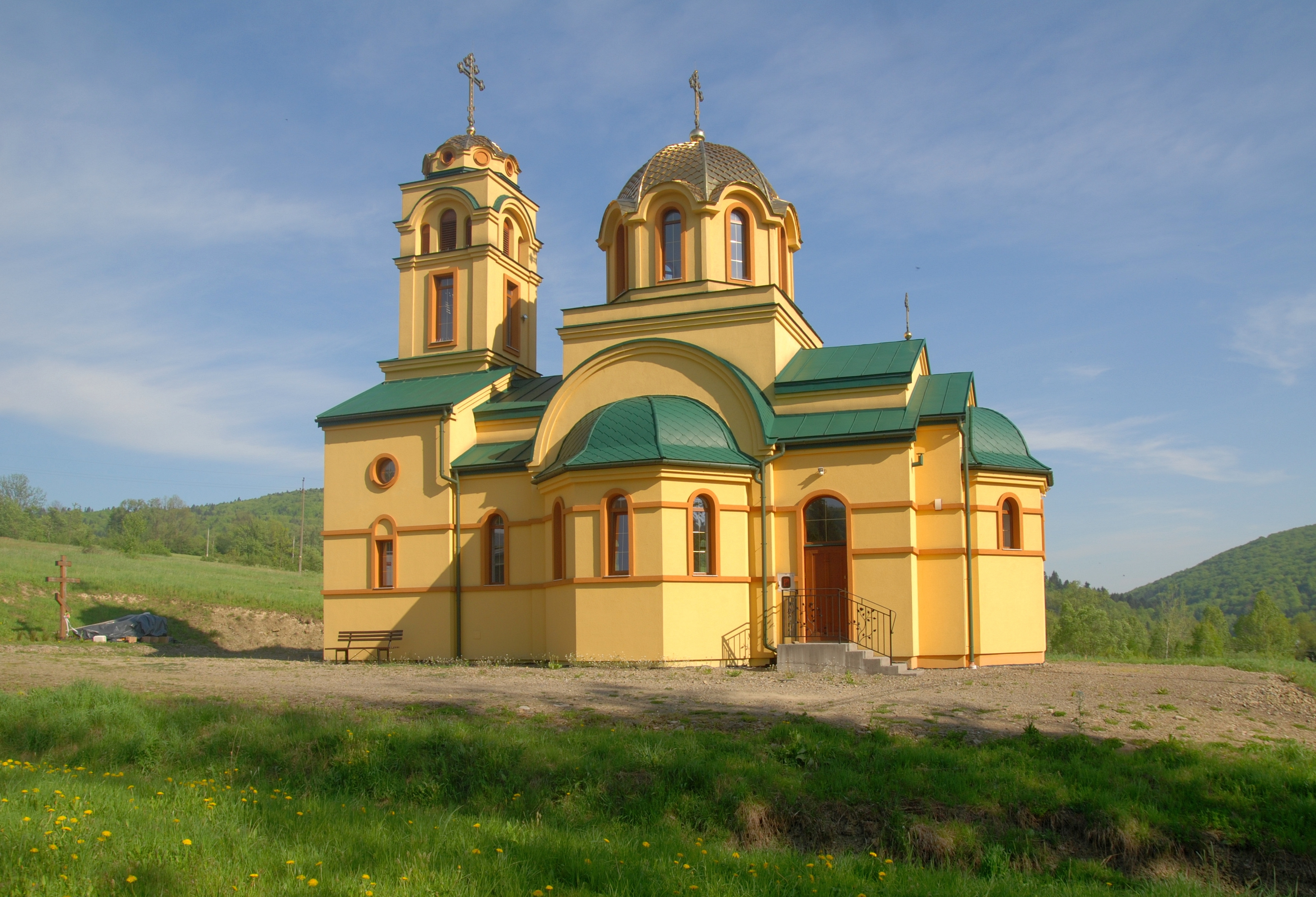
Cerkiew prawosławna zbudowana w latach 2012–2014
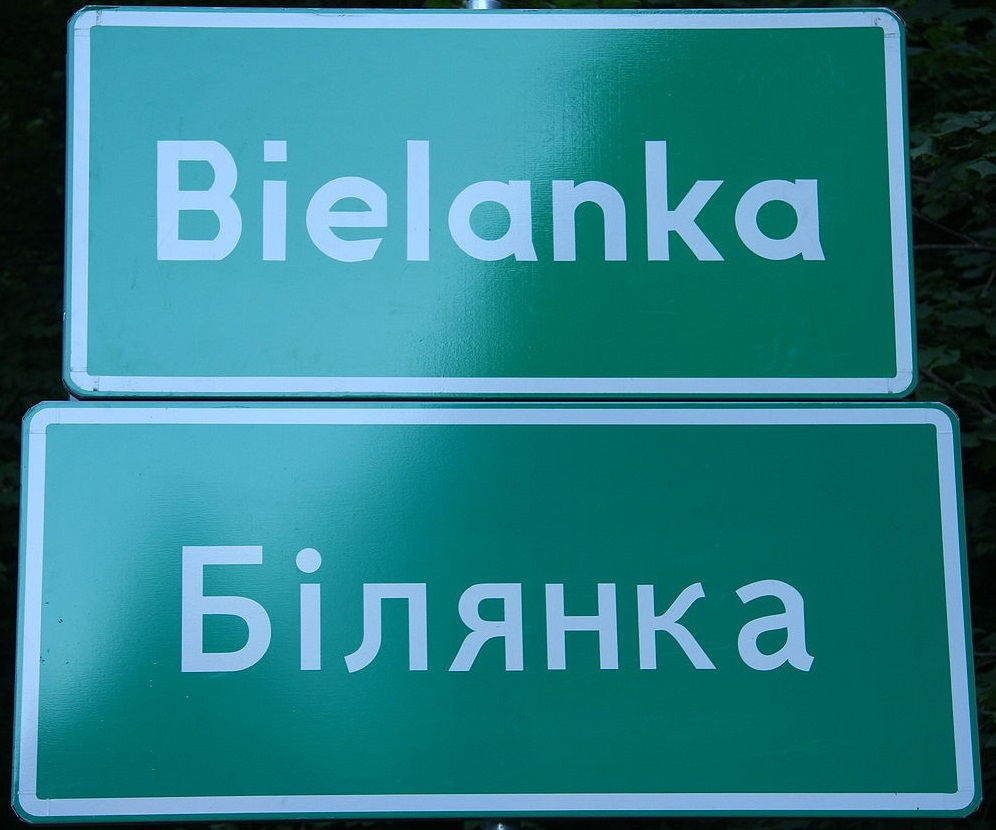
Tablica z nazwą wsi (od 2009  także po łemkowsku)

## Szlaki piesze
- Schronisko PTTK na Magurze Małastowskiej – Przełęcz Zdżar (550 m n.p.m.) – Bielanka – Szymbark – Maślana Góra (753 m n.p.m.) (Szlak im. Wincentego Pola)
- Gorlice – Bartnia Góra – Bielanka – Miejska Góra – Ropa – Wawrzka – Florynka – Jamnica